# Ecnomus echinatus
Ecnomus echinatus är en nattsländeart som beskrevs av Jacquemart 1963. Ecnomus echinatus ingår i släktet Ecnomus och familjen trattnattsländor. Inga underarter finns listade i Catalogue of Life.